# Apsilochorema caledonicum
Apsilochorema caledonicum är en nattsländeart som beskrevs av Schmid 1989. Apsilochorema caledonicum ingår i släktet Apsilochorema och familjen Hydrobiosidae. Inga underarter finns listade i Catalogue of Life.